# Peter Luttenberger
Peter Luttenberger (Bad Radkersburg, 13 de desembre de 1972) va ser un ciclista austríac, que fou professional entre 1995 i 2006. Durant aquest temps ha aconseguit una desena de victòries.
Luttenberger va destacar en els seus primers anys com a professional, a l'equip Carrera, junt a Claudio Chiappucci i Marco Pantani. El 1996 va realitzar un excel·lent Tour de França, acabant el 5è de la classificació general, però aquests bons inicis no tingueren continuïtat.

## Palmarès
- 1992
  - Vencedor d'una etapa de la Volta a Àustria
- 1993
  -  Campió d'Àustria en ruta
  - 1r al Piccolo Giro de Llombardia
  - Vencedor d'una etapa de la Volta a Àustria
- 1994
  - 1r al Giro del Mendrisiotto
- 1996
  - 1r a la Volta a Suïssa i vencedor d'una etapa
- 1998
  -  Campió d'Àustria de contrarellotge
  - Vencedor d'una etapa de la Volta a Àustria
- 2001
  - 1r al Grazer Altstadt Kriterium
- 2006
  -  Campió d'Àustria de contrarellotge

### Resultats al Tour de França
- 1996. 5è de la classificació general
- 1997. 13è de la classificació general
- 2000. 21è de la classificació general
- 2002. Abandona (14a etapa)
- 2003. 13è de la classificació general

### Resultats al Giro d'Itàlia
- 1999. 19è de la classificació general
- 2001. 87è de la classificació general
- 2005. 12è de la classificació general

### Resultats a la Volta a Espanya
- 2002. 81è de la classificació general
- 2003. 62è de la classificació general
- 2004. 85è de la classificació general